# Latino Party
Latino Party (Fiesta Latina) fue un grupo de baile y música electrónica de origen francés que estuvo activo desde 1989 hasta 1994. Su canción más conocida es el remix llamado Latino Party - Tequila.

## Biografía
El proyecto es la creación de un productor francés llamado David Fairstein nombre real Fabrice Cuitad que también participó en el álbum debut de Enigma, formó el cuarteto Latino Party compuesto por dos mujeres, Manuella y Angélica, y dos hombres, Moossa (coreógrafo y bailarín) y Emy. Debutando en una discoteca de Ibiza, el cuatro de artistas se encontrarán un año después en el estudio para grabar su primer álbum The Album, que fue lanzado en 1990. Esencialmente el grupo estaba enfocado en el Dance y Euro house, sus canciones son mezclas de samples y sonidos electrónicos, como en el sencillo The Party. (llegando al número cuarto en el Top 50 en octubre de 1990 y récord de plata), La música incluye fragmentos de Don't Go de Yazoo. El grupo vivirá de otros éxitos con Tequila el cual se convertiría en un  clásico en los bares hispanos (llegando octavo en el Top 50 en febrero de 1991) y The Megaparty, un megamix comercializada a finales de 1991.
Los últimos 2 títulos no fueron producidos por David Fairstein y Paul Simpson. Baila Me fue producida por M.I.Zadeh y compuesta por G.Padevy, Y.Rota y K.M.Louis. Caramba  fue producido y remezclado por Unity Mixers y compuesto por M.I.Zadeh e Iasonas.

### Muestras de sonido utilizadas en los álbumes
- The Party es un remix de Esta Loca y usa samples del título Don't Go de Yazoo.
- Tequila es un remix del Quisiera tequila y usa muestras de la pista Just Can't Get Enough de Depeche Mode.
- Arriba! utiliza muestras del título  Oh, Pretty Woman de Roy Orbison.
- La introducción de Rave on me está tomada de LFO y Modular Remix usa muestras del título Cubes por Modular Expansion.
- La introducción de Megamix se basa en el título Don't You Want Me de Human League.
- Aprovecha usa fragmentos de Highway To Hell de AC/DC.
- Weekend utiliza samples de Could You Be Loved de Bob Marley.

Lista de samples usados en el sencillo Latino Party - Tequila:
- Yazoo - Situation - risa femenina
- Depeche Mode - Just Can't Get Enough - música
- Live Crew - We Want Some Pussy - "Somebody say"
- The Champs - Tequila - "Tequila"
- The Beatmasters - Don't Stop The Beat (feat. MC Triple O)
- First Choice - Let No Man Put Asunder (A Shep Pettibone Mix) - "Ooh yeah"
- Eric B. & Rakim - Paid In Full (Coldcut Remix) - "You make me feel so good"
- Trio - Da da da - "Ah Ah"
- The Jimmy Castor Bunch - Troglodyte (Cave Man) - "What we're gonna do right here is go back"

## Discografía
Individuales
- 1989: Esta Loca
- 1989: Quisiera Tequila
- 1990: The Party
- 1990: Tequila
- 1991: Arriba
- 1991: Weekend (con Mariam Dee)
- 1991: Rave On Me (lanzado como Bond 55 con Noelle Night)
- 1991: The Megaparty
- 1992: Aprovecha
- 1993: Baila Me
- 1994: Caramba

Álbumes
- 1989: Esta Loca
- 1990: El álbum
- 1991: El álbum - Non Stop Remix

### Otras producciones
- 2 Pirates In A Club (Esta Loca '95 en 1995)
- Bond 55 (Rave On Me en 1991 y Rhythm Of My Heart en 1992)
- Ibizaa (I Can't Dance en 1992)
- Latino Inferno (Pussy en 1995)
- Mariam Dee (Weekend en 1991 y It's My Party en 1992)